# Jeret Peterson
Jeret Peterson (Boise (Idaho), 12 december 1981 – Lambs Canyon (Utah), 25 juli 2011) was een Amerikaanse freestyleskiër, gespecialiseerd op het onderdeel aerials. Hij vertegenwoordigde zijn vaderland op drie achtereenvolgende Olympische Winterspelen; Salt Lake City 2002, Turijn 2006 en Vancouver 2010.

## Carrière
Bij zijn wereldbekerdebuut in januari 2001 in Deer Valley scoorde Peterson direct zijn eerste wereldbekerpunten. Een jaar later behaalde hij in Lake Placid zijn eerste toptienklassering. Tijdens de Olympische Winterspelen van 2002 in Salt Lake City eindigde Peterson op de negende plaats. In januari 2003 stond hij in Mont Tremblant voor de eerste maal in zijn carrière op het podium van een wereldbekerwedstrijd. Tijdens het wereldkampioenschappen freestyleskiën 2003 (februari 2003 in Deer Valley), eindigde hij op de zesde plaats.
In januari 2005 boekte Peterson in Lake Placid zijn eerste wereldbekerzege; aan het eind van het seizoen 2004/2005 veroverde hij de wereldbeker aerials. Op de wereldkampioenschappen freestyleskiën 2005 in Ruka eindigde hij op de zevende plaats. Tijdens de Olympische Winterspelen van 2006 in Turijn eindigde Peterson op de zevende plaats op het onderdeel aerials. Tijdens de wereldkampioenschappen freestyleskiën 2007 in Madonna di Campiglio eindigde hij op de zevende plaats.
Nadat hij in het seizoen 2007/2008 niet aan wedstrijden had deelgenomen won Peterson in januari 2009 in Lake Placid voor de zevende maal een wereldbekerwedstrijd. Op de wereldkampioenschappen freestyleskiën 2009 in Inawashiro eindigde hij op de achtste plaats. Tijdens de Olympische Winterspelen van 2010 won Peterson de zilveren medaille.
Peterson pleegde op 29-jarige leeftijd zelfmoord in een afgelegen gebied in Utah.

## Resultaten

### Olympische Spelen
| Jaar | Plaats         | Resultaten |
| ---- | -------------- | ---------- |
| 2002 | Salt Lake City | 9e Aerials |
| 2006 | Turijn         | 7e Aerials |
| 2010 | Vancouver      | Aerials    |

### Wereldkampioenschappen
| Jaar | Plaats               | Resultaten  |
| ---- | -------------------- | ----------- |
| 2003 | Deer Valley          | 6e Aerials  |
| 2005 | Ruka                 | 12e Aerials |
| 2007 | Madonna di Campiglio | 7e Aerials  |
| 2009 | Inawashiro           | 8e Aerials  |

### Wereldbeker

#### Eindklasseringen
| Seizoen   | Plaats |
| --------- | ------ |
| 2000/2001 | 31e    |
| 2001/2002 | 22e    |
| 2002/2003 | 8e     |
| 2003/2004 | 16e    |
| 2004/2005 | Goud   |
| 2005/2006 | 6e     |
| 2006/2007 | Zilver |
| 2008/2009 | Brons  |
| 2009/2010 | 13e    |

#### Wereldbekerzeges
| Datum            | Plaats       |
| ---------------- | ------------ |
| 16 januari 2005  | Lake Placid  |
| 21 januari 2005  | Fernie       |
| 5 februari 2005  | Shenyang     |
| 3 september 2005 | Mount Buller |
| 11 januari 2007  | Deer Valley  |
| 12 januari 2007  | Deer Valley  |
| 18 januari 2009  | Lake Placid  |